# Temporada de furacões no Pacífico de 2014
A temporada de furacões no Pacífico de 2014 foi a quinta temporada mais movimentada desde que os registos confiáveis começaram em 1949, junto com a temporada de 2016. A temporada começou oficialmente em 15 de maio no Oceano Pacífico Oriental e em 1 de julho no Pacífico Central; ambos terminaram em 30 de novembro Essas datas delimitam convencionalmente o período de cada ano em que a maioria dos ciclones tropicais se forma na bacia do Pacífico.
Entrando na temporada, as expectativas de atividade tropical eram altas, com a maioria das agências meteorológicas prevendo uma temporada próxima ou acima da média. A temporada começou com um início ativo, com três ciclones tropicais se desenvolvendo antes de 15 de julho, incluindo duas categorias 4 furacões, dos quais um se tornou o mais forte ciclone tropical já registado em maio no Pacífico Leste. Após um período menos ativo no final de junho e início de julho, a atividade voltou a se intensificar no final de julho. A atividade aumentou em agosto, que apresentou quatro grandes furacões, e persistiu ao longo de setembro e outubro. No entanto, a atividade finalmente diminuiu no início de novembro. No geral, as 22 tempestades tropicais marcaram o maior total em 22 anos. Além disso, um recorde de 16 furacões se desenvolveram. Além disso, houve um total de nove grandes furacões, Categoria 3 ou mais na Escala de Furacão de Vento de Saffir-Simpson, incluindo um então recorde oito no Pacífico Oriental (a leste de 140° W).
A temporada ativa resultou em vários recordes e destaques. Primeiro, o furacão Amanda foi o furacão de maio mais forte e o primeiro da categoria 4 já registado. Um mês depois, o furacão Cristina se tornou o segundo grande furacão mais antigo, embora tenha sido superado pelo furacão Blanca no ano seguinte. Em agosto, o furacão Iselle se tornou o mais forte ciclone tropical já registado a atingir a Ilha Grande do Havaí, enquanto o furacão Marie foi a primeira furacão categoria 5 desde 2010. No mês seguinte, o furacão Odile se tornou o ciclone tropical mais destrutivo da temporada e o mais intenso e destrutivo ciclone tropical a atingir a península da Baja Califórnia.

## Previsões sazonais
| Tempestades              | Tempestades              | nomeadas recorde     | Furacões | Furacões maiores | Ref   |
| ------------------------ | ------------------------ | -------------------- | -------- | ---------------- | ----- |
| Média (1981–2010):       | Média (1981–2010):       | 15.4                 | 7.6      | 3.2              | [ 1 ] |
| Atividade recorde alta:  | Atividade recorde alta:  | 1992: 27             | 2015: 16 | 2015: 11         | [ 2 ] |
| Atividade recorde baixa: | Atividade recorde baixa: | 2010: 8              | 2010: 3  | 2003: 0          | [ 2 ] |
| Data                     | Fonte                    | Tempestades nomeadas | Furacões | Furacões maiores | Ref   |
| março 12 2014            | SMN                      | 15                   | 7        | 3                | [ 3 ] |
| abril 10, 2014           | SMN                      | 14                   | 7        | 5                | [ 4 ] |
| maio 22, 2014            | CPC                      | 14–20                | 7–11     | 3–6              | [ 5 ] |
| julho 31, 2014           | SMN                      | 17                   | 8        | 5                | [ 6 ] |
|                          | Área                     | Tempestades nomeadas | Furacões | Furacões maiores | Ref   |
| Atividade atual:         | EPAC                     | 20                   | 15       | 9                |       |
| Atividade atual:         | CPAC                     | 2                    | 1        | 0                |       |
| Atividade atual:         | Atividade atual:         | 22                   | 16       | 9                |       |

Em março 12 de 2014, o Servicio Meteorológico Nacional(SMN) divulgou sua primeira previsão para a temporada de furacões no Pacífico, prevendo um total de quinze tempestades nomeadas, sete furacões e três grandes furacões . Um mês depois, a agência revisou a sua previsão para quatorze tempestades nomeadas, sete furacões e cinco grandes furacões, citando o desenvolvimento antecipado do El Niño para atividade acima da média, em comparação com a média de 1949-2013 de 13,2, em 22 de maio, o Centro de Previsão do Clima (CPC) anunciou a sua previsão de 14 a 20 tempestades nomeadas, sete a onze furacões, três a seis grandes furacões e uma energia ciclônica acumulada (ACE) dentro de 95–160% da mediana. Também pedia 50% de chance de uma temporada acima do normal, 40% de chance de uma temporada quase normal e 10% de chance de uma temporada abaixo do normal. Semelhante à perspectiva do SMN, a base para a previsão era a expectativa de cisalhamento do vento abaixo da média e temperaturas da superfície do mar acima da média, ambos fatores associados às condições do El Niño. O PCC também observou que o Pacífico Oriental estava em uma calmaria que começou em 1995; no entanto, eles esperavam que isso fosse compensado pelas condições favoráveis acima mencionadas. Dentro da jurisdição do Centro de Furacões do Pacífico Central (CPHC), esperava-se a formação de quatro a sete ciclones tropicais, um pouco acima da média de quatro a cinco ciclones tropicais. Em 31 de julho, o SMN divulgou a sua previsão final, elevando os números para 17 tempestades nomeadas, 8 furacões e 5 grandes furacões.

## Resumo sazonal

Um conjunto de quatro tempestades no norte do Pacífico em 6 de agosto; mostrados da esquerda para a direita são o tufão Halong, o furacão Genevieve, o furacão Iselle e o furacão Julio

A atividade bem acima da média em 2014 foi refletida por um índice de Energia Ciclônica Acumulada(ECA) de 160,3 unidades para o Pacífico Leste e 38,49 unidades para o Pacífico Central, dando um total de 198,79 unidades.  O ECA total para o Pacífico Leste foi 43% acima da média de 1981–2010 e classificado como o sétimo maior desde 1971.
A primeira tempestade nomeada da temporada, Amanda, surgiu em 23 de maio, logo após o início oficial da temporada de furacões do Pacífico em 15 de maio. Em 24 de maio, o sistema se intensificou em um furacão, transcendendo a média climatológica da data de 26 de julho para o primeiro furacão. No dia seguinte, Amanda atingiu o status de grande furacão, mais de um mês antes da data média de 19 de julho. Devido à extrema intensidade de Amanda, o valor ECA de maio foi o mais alto já registado no Pacífico Leste, com 18,6 unidades, eclipsando o recorde anterior de 17,9 unidades definidas em 2001. O furacão Cristina se tornou o segundo maior furacão, o sistema quebrou o recorde anterior estabelecido pelo furacão Darby em 2010, que alcançou o status de maior em 25 de junho. No entanto, esse recorde foi quebrado pelo Furacão Blanca em 2015, que atingiu o status principal em 3 de junho. Até 14 de julho, o ACE sazonal atingiu seu nível mais alto desde 1971, quando começaram os registos confiáveis, para tão cedo na temporada. No final de junho, o total de ECA permaneceu em 230% do valor normal, antes de cair para níveis próximos da média no final de julho. No final de julho, a bacia foi rejuvenescida, com 3 sistemas se formando durante os últimos 10 dias do mês. A atividade em agosto aumentou significativamente, com quatro furacões se desenvolvendo durante o mês, dois dos quais se tornaram grandes furacões, excluindo Iselle e Genevieve, que se formaram em julho, mas se tornaram um grande furacão em agosto. No final de agosto, os valores de ECA subiram para 60% acima da média de 30 anos.
A atividade contínua, embora menos prolífica, se estende até setembro, com quatro furacões ocorrendo naquele mês. Os valores da ECA permaneceram 45% acima da média no final do mês. Após a rápida intensificação do furacão Simon para uma furacão categoria 3 durante a tarde de 4 de outubro, a temporada de 2014 apresentou o maior número de grandes furacões na bacia do Pacífico Oriental desde o advento das imagens de satélite. Com oito dessas tempestades a leste de 140° W, o ano empatou com o recorde estabelecido em 1992 temporada. No entanto, esse recorde foi superado pela temporada de furacões de 2015 no Pacífico.

## Sistemas

### Furacão Amanda
Amanda se originou como uma onda tropical que se moveu para o leste do Pacífico em 16 de maio Continuou a oeste, organizando-se em uma depressão tropical por volta das 18:00 UTC em 22 de maio e intensificando-se em uma tempestade tropical um dia depois. Depois de atingir a força de um furacão às 12:00 UTC em 24 de maio, a tempestade iniciou um período de rápida intensificação, atingindo o pico como categoria high-end 4 furacão com ventos de 249 km/h (155 mph) dentro de 24 horas; isso fez de Amanda o mais forte ciclone tropical de maio e o segundo maior furacão já registado na bacia. À medida que o sistema diminuía a velocidade, a água fria subindo abaixo dele começou uma tendência de enfraquecimento. O furacão caiu com força de tempestade tropical no início de 28 de maio, enfraquecido pela força da depressão tropical no início de 29 de maio, e se dissipou por volta das 18:00 UTC naquele dia.
Um rio próximo a Coyuca de Benítez transbordou. Três árvores foram derrubadas e um veículo em Acapulco foi destruído, perto de onde uma pessoa foi morta. Em Colima, ocorreram pequenos deslizamentos de terra, resultando no fechamento da Rodovia Federal 200. Duas pessoas morreram em Michoacán enquanto várias estradas foram destruídas em Zitácuaro.

### Tempestade tropical Boris
A formação de Boris é atribuída a um vale de baixo nível que entrou no Pacífico Leste a partir do sudoeste do Mar do Caribe em 28 de maio. Uma ampla área de baixa pressão se desenvolveu em associação com o vale ao sul da fronteira entre o México e a Guatemala dois dias depois, e o distúrbio se organizou continuamente com a ajuda de uma onda Kelvin acoplada por convecção que se move para o leste. Às 18:00 UTC em 2 de julho, o sistema adquiriu organização suficiente para ser considerado uma depressão tropical. Seguindo para o norte, a depressão tornou-se cada vez melhor definida à medida que faixas espirais se desenvolveram ao longo do semicírculo oriental da circulação. Depois de intensificar para uma tempestade tropical às 12:00 UTC em 3 de julho e atingindo ventos de pico de 72 km/h (45 mph) seis horas depois, o aumento da interação com a terra fez com que Boris começasse a enfraquecer. Foi rebaixado para uma tempestade tropical no início de 4 de julho e posteriormente degenerado em um remanescente baixo às 18:00 UTC. O baixo remanescente virou para noroeste e se dissipou logo depois.
Representando uma chuva considerável e uma ameaça de deslizamento de terra para a Guatemala, as aulas foram suspensas em nove distritos escolares, impactando 1,25 milhões de alunos. Da mesma forma, algumas classes foram suspensas nos Estados mexicanos de Chiapas e Oaxaca. No primeiro caso, cerca de 16.000 pessoas foram evacuadas de áreas perigosas. A maior parte dos impactos associados a Boris deveu-se ao seu precursor em desenvolvimento, cujas chuvas fortes causaram 20 deslizamentos de lama, matando cinco e resultando em extensos danos materiais. As chuvas fortes em Chiapas provocaram o transbordamento dos rios das suas margens, resultando em danos menores. No geral, os efeitos da tempestade Tropical Boris e seu precursor mataram seis pessoas em toda a América Central.

### Furacão Cristina
A complexa interação de uma onda tropical, perturbação dentro da zona de convergência intertropical, e onda Kelvin acoplada convectivamente levou à formação de uma depressão tropical por volta das 12:00 UTC de 9 de junho. Inicialmente, o cisalhamento do norte limitou a intensificação do ciclone, mas se tornou a Tempestade Tropical Cristina dezoito horas após a formação. Um relaxamento nos ventos de nível superior permitiu que o sistema começasse um período de rápida intensificação em 11 de junho, e Cristina tornou-se o primeiro segundo furacão e o principal furacão de nível registado na época, antes de atingir o seu pico de categoria 4 com ventos de 240 km/h por volta das 12:00 UTC de 12 de junho. A combinação de um ciclo de substituição da parede do olho, águas mais frias e ar seco fez com que Cristina começasse a enfraquecer pouco depois do pico; ela caiu para a intensidade da tempestade tropical no início de 14 de junho e degenerou para uma baixa remanescente às 06:00 UTC da manhã seguinte. A baixa moveu-se erraticamente dentro de uma circulação de baixo nível e dissipou-se no início de 19 de junho.
Sob a antecipação de ondas de 3.7 m, um alerta "amarelo" foi emitido para Colima, Guerrero, Oaxaca, e partes de Jalisco e Michoacán. Ao longo de Manzanillo, ondas fortes resultaram em pequenas inundações que danificaram uma estrada.

### Tempestade tropical Douglas
Uma onda tropical surgiu ao largo da costa ocidental da África em 17 de junho, seguindo através do Oceano Atlântico com uma organização incomparável ao longo dos dias seguintes. A onda atravessou a América Central em 25 de junho, onde a atividade convectiva profunda aumentou. Em 28 de junho, a perturbação tornou-se distintamente melhor definida com um centro bem definido e bandas espirais, significando a formação de uma depressão tropical por volta das 18:00 UTC enquanto posicionava-se a cerca de 555 km a sudoeste de Manzanillo, México. Guiado para oeste-noroeste e, eventualmente, para noroeste sob a influência de uma crista de nível médio, o ciclone se intensificou lentamente para uma tempestade tropical às 00:00 UTC de 30 de junho, alcançando ventos máximos sustentados de 85 km/h no final do dia seguinte. Depois disso, um percurso sobre águas mais frias e em um ambiente mais seco fez com que o sistema começasse a se enfraquecer; às 06:00 UTC de 5 de julho, Douglas degenerou em um remanescente não-convectivo a baixa oeste de Baja California. A baixa remanescente virou lentamente para oeste-noroeste antes de se dissipar em 8 de julho.

### Tempestade tropical Elida
Uma onda tropical bem definida se moveu ao largo da costa ocidental da África em 20 de junho. Depois de entrar no Pacífico Leste uma semana depois, a atividade de chuva e tempestade começou a aumentar. Embora o sistema não tivesse uma baixa inicialmente fechada, uma pequena circulação foi observada às 06:00 UTC de 30 de junho, e a Tempestade Tropical Elida foi declarada em conformidade. Paralelamente à costa sudoeste do México, o ciclone alcançou ventos máximos sustentados de 75 km/h antes do forte cisalhamento do vento noroeste causado pela tempestade tropical Douglas. O sistema enfraqueceu-se para uma depressão tropical às 00:00 UTC de 2 de julho e degenerou-se para uma área de baixa pressão remanescente seis horas depois. O remanescente da baixa deriva para o sudeste antes de se dissipar no início de 3 de julho.

### Tempestade tropical Fausto
Uma onda tropical saiu da costa ocidental da África em 22 de junho e entrou no Pacífico Leste oito dias depois. Em 4 de julho, a convecção aumentou com a ajuda de uma onda Kelvin convectivamente acoplada, e dois dias depois, uma ampla área de baixa pressão formou-se ao longo do eixo de onda bem a sudoeste de Baja California. Após uma nova organização, a perturbação foi declarada como uma depressão tropical às 12:00 UTC de 7 de julho. A depressão intensificou-se para oeste em torno de uma alta subtropical, tornando-se a Tempestade Tropical Fausto seis horas depois e, simultaneamente, alcançou ventos máximos sustentados de 75 km/h. No início de 9 de julho, Fausto enfraqueceu-se para uma depressão tropical quando o ar seco ficou preso na circulação. O centro de baixo nível abriu-se em um cavado às 12:00 UTC, marcando o fim do ciclone.

### Tempestade tropical Wali
O NHC começou a monitorar uma grande área de distúrbios meteorológicos em associação com uma onda tropical a sudoeste da ponta sul da Península da Baixa Califórnia em 13 de julho. Depois de atravessar para o Pacífico central, a perturbação gradualmente se organizou, e adquiriu organização suficiente para ser declarada uma depressão tropical às 00:00 UTC de 17 de julho. Uma hora depois, dados de uma passagem de ASCAT revelaram ventos de 75 km/h, e a depressão foi classificada como tempestade Tropical Wali. Tomou um percurso de oeste-noroeste em torno de uma crista de nível médio a nordeste do ciclone, e às 18:00 UTC de 18 de julho, o sistema foi desclassificado para uma depressão tropical, e às 00:00 UTC da tarde seguinte, Wali foi declarado um remanescente após ter sido desprovido de convecção profunda.

### Furacão Genevieve
Um distúrbio identificado pela primeira vez ao sul do Panamá em 15 de julho continuaram para o oeste e se organizaram em uma depressão tropical por volta das 00:00 UTC em 25 de julho; intensificou-se na tempestade tropical Genevieve seis horas depois. O aumento do cisalhamento do vento fez com que o ciclone degenerasse para uma baixa remanescente no início de 28 de julho depois de entrar no Pacífico central, e embora tenha se regenerado e subsequentemente intensificado para uma tempestade tropical novamente dois dias depois, um ambiente desfavorável fez com que perdesse seu status de ciclone tropical pela segunda vez por volta das 00h00 UTC em 1 de agosto. Genevieve mais uma vez se regenerou em uma depressão tropical por volta das 06:00 UTC em 2 de agosto, e continuou a oeste através do Pacífico central como um sistema de baixo status por vários dias. Uma tendência de intensificação começou para valer em 5 de agosto, e Genevieve atingiu a força de um furacão por volta das 12:00 UTC na manhã seguinte antes de iniciar um período de rápida intensificação. Atingiu uma grande intensidade de furacão antes de cruzar a Linha Internacional de Data no Pacífico ocidental no início de 7 de agosto, onde o sistema se intensificou ainda mais em uma categoria Tufão equivalente a 5.

### Furacão Hernan
Uma onda tropical se moveu da costa ocidental da África em 12 de julho e alcançou o Pacífico Leste em 21 de julho. Inicialmente desprovida de convecção, a atividade de chuva e da tempestade aumentou significativamente alguns dias depois, possivelmente devido à passagem de uma onda de Kelvin acoplado de forma convectiva. Após o desenvolvimento de uma área fechada de baixa pressão, a perturbação foi designada como uma depressão tropical às 06:00 UTC de 26 de julho enquanto estava localizada a cerca de 650 km a sudoeste de Zihuatanejo, México. Influenciado por uma crista de nível médio sobre o sul dos Estados Unidos e México, o ciclone moveu-se de oeste-noroeste para noroeste, enquanto fortaleceu-se rapidamente. Às 18:00 UTC de 27 de julho, Hernan intensificou-se para um furacão de categoria 1 e, simultaneamente, alcançou ventos máximos sustentados de 120 km/h. A partir daí, o aumento das temperaturas do oceano a oeste e o resfriamento fizeram com que a tempestade começasse a enfraquecer. Hernan foi rebaixado para uma tempestade tropical às 06:00 UTC de 28 de julho e degenerou-se para uma área de baixa pressão remanescente às 12:00 UTC do dia seguinte. A baixa remanescente abrandou e virou para oeste antes de se dissipar no início de 31 de julho.

### Furacão Iselle
Uma onda tropical emergiu da África em 14 de julho, eventualmente se organizando para uma depressão tropical sobre o leste do Pacífico por volta das 12:00 UTC de 31 de julho; seis horas depois, ela fortaleceu-se para a Tempestade Tropical Iselle. Uma crista de nível médio sobre o México direcionou o sistema para oeste-noroeste, enquanto a melhoria dos ventos de nível superior permitiu que Iselle começasse uma rápida intensificação. Iselle atingiu a intensidade de um furacão por volta das 00:00 UTC de 2 de agosto e a intensidade de um grande furacão por volta das 12:00 UTC do dia seguinte. À medida que o furacão se movia paralelo ao isotérmico de 26 °C, seu padrão de nuvens evoluiu para se assemelhar a um furacão anular, com um grande olho e falta de bandas convectivas. Ela se intensificou para um furacão de categoria 4 no começo da madrugada de 4 de agosto e alcançou ventos máximos sustentados de 220 km/h por volta das 18:00 UTC daquele dia. O aumento do cisalhamento do vento levou a uma tendência de enfraquecimento quando o sistema entrou no Pacífico central, e enfraqueceu-se para uma tempestade tropical às 06:00 UTC de 8 de agosto antes de fazer desembarque a leste de Pahala, Havaí, com ventos de 95 km/h seis horas depois. O alto terreno do Havaí contribuiu para a ruptura do padrão de nuvens de Iselle, e degenerou para uma baixa remanescente às 06:00 UTC de 9 de agosto antes de se dissipar a oeste da ilha no final do dia seguinte.

### Furacão Julio
Julio originou de uma onda tropical que se moveu da África em 20 de julho, finalmente se organizando para uma depressão tropical a sudoeste de Baja California às 00:00 UTC de 4 de agosto. Após se intensificar em uma tempestade tropical seis horas depois, seguiu para oeste-noroeste. O cisalhamento leve do vento do nordeste permitiu que o ciclone atingisse a intensidade de um furacão por volta das 06:00 UTC de 6 de agosto e se organizasse ainda mais até o seu pico como um pico de categoria 3, com ventos de 195 km/h dois dias depois, apesar das temperaturas frias do oceano. Pouco depois de entrar no Pacífico central, Julio começou a se enfraquecer como resultado de água fria. Embora o ciclone tenha caído para uma tempestade tropical no início de 12 de agosto, um ambiente de nível superior ainda favorável para o fortalecimento permitiu que Julio recuperasse brevemente a força do furacão no dia seguinte. Julio caiu abaixo da força do furacão mais uma vez no início de 14 de agosto, quando o cisalhamento do vento sudoeste aumentou, enfraqueceu-se para uma depressão tropical no início de 15 de agosto, e degenerou para uma baixa remanescente por volta das 18:00 UTC daquele dia. A baixa dissipou-se sobre o extremo norte do Pacífico em 18 de agosto.

### Furacão Karina
Uma onda tropical deixou a África em 28 de julho, atravessando a América Central para se tornar uma depressão tropical às 00:00 UTC de 12 de agosto. O recém-formado sistema fortaleceu-se quando se moveu para oeste-noroeste, tornando-se a Tempestade Tropical Karina por volta das 12:00 UTC da manhã seguinte, e intensificando-se ainda mais para um furacão por volta das 18:00 UTC de 14 de agosto. Cada vez mais o cisalhamento Leste corroeu o núcleo interno do furacão, e Karina enfraqueceu dramaticamente como resultado. Em 19 de agosto, como ele permaneceu desorganizado, uma grande cordilheira ao norte diminuiu e um ciclone tropical disperso —Lowell —formou-se a leste, levando a correntes de direção fracas que permitiram Karina seduzir. Ele executou um ciclo ciclônico de três dias, enquanto as condições ambientais começaram a melhorar, e se tornou um furacão novamente às 18:00 UTC de 22 de agosto; doze horas depois, Karina alcançou ventos máximos sustentados de 140 km/h. A baixa temperatura do oceano e o aumento do cisalhamento logo deterioraram o padrão de nuvens da tempestade, e ela caiu abaixo da força do furacão no início de 24 de agosto. Sem convecção persistente, Karina degenerou para uma área remanescente de baixa pressão às 18:00 UTC de 26 de agosto, cimentando seu status como o sétimo ciclone tropical de maior duração registado no Pacífico Leste. A baixa remanescente moveu-se em torno da porção sul do próximo furacão Marie e dissipou-se no início de 28 de agosto.

### Furacão Lowell
Uma onda tropical saiu da África em 1 de agosto, atravessando a América Central para se tornar uma depressão tropical por volta das 12:00 UTC de 17 de agosto. Com uma circulação de cerca de 1.480 km de diâmetro, o sistema excepcionalmente grande apenas se organizou lentamente, tornando-se a Tempestade Tropical Lowell por volta das 18:00 UTC de 18 de agosto. Ventos fortes de nível superior que haviam assolado o sistema enfraqueceram-se à medida que ele se movia para oeste, em seguida, para noroeste, e sua grande circulação se contraiu, permitindo que Lowell atingisse a intensidade de um furacão com ventos máximos sustentados de 120 km/h às 12:00 UTC de 21 de agosto, como um grande olho se tornou evidente. O baixo cisalhamento do vento permitiu que Lowell apenas diminuísse lentamente na intensidade nos próximos dias, apesar das temperaturas do oceano de resfriamento. Tornou-se uma depressão tropical no início de 24 de agosto e degenerou-se para uma área de baixa pressão remanescente por volta das 12:00 UTC daquela manhã. O ciclone pós-tropical virou para oeste e permaneceu distinto até o final de 28 de agosto, quando se dissipou em um vale aberto bem a nordeste do Havaí.

### Furacão Marie
Uma onda tropical cruzou a costa da África em 10 de agosto, evoluindo para uma depressão tropical sobre o Pacífico Leste por volta das 00:00 UTC em 22 de agosto Incorporado em um ambiente muito favorável, o sistema intensificou-se na Tempestade Tropical Marie seis horas depois, parte de um período maior de 66 horas de rápida intensificação que acabou levando a tempestade ao seu pico como uma furacão categoria 5 com ventos de 260 km/h (160 mph) por volta das 18:00 UTC em 24 de agosto Um ciclo de substituição da parede do olho mais tarde naquele dia freou a tendência de fortalecimento, e em 26 de agosto, uma crista persistente sobre o sul dos Estados Unidos direcionou Marie para águas oceânicas mais frias; ambos os eventos causaram enfraquecimento constante a rápido. Marie enfraqueceu para uma tempestade tropical por volta das 18:00 UTC em 27 de agosto e degenerou para uma baixa remanescente um dia depois. A baixa virou para oeste e eventualmente se dissipou, no início de 2 de setembro.

### Furacão Norbert
Uma onda tropical saiu da África em 18 de agosto e alcançou o Pacífico Leste quase duas semanas depois, onde se organizou de forma constante na tempestade Tropical Norbert por volta das 12:00 UTC de 2 de setembro. A saída da ITCZ resultou no movimento do sistema para o norte inicialmente, mas uma série de cristas sobre o México direcionou-o em uma faixa oeste-noroeste para o resto de sua duração. Sobre águas oceânicas anormalmente quentes, e parte de um regime de cisalhamento cada vez mais favorável, Norbert intensificou-se em um furacão às 00:00 UTC de 4 de setembro. Depois de se estabilizar em intensidade no dia seguinte, o sistema rapidamente fortaleceu-se para o seu pico como um furacão de categoria 3 com ventos de 205 km/h por volta das 06:00 UTC de 6 de setembro. Norbert passou a oeste de Baja California e entrou em um ambiente mais seco, causando uma rápida deterioração que fez com que ele degenerasse para uma baixa remanescente às 00:00 UTC em 7 de setembro. A baixa permaneceu em alto mar antes de de dissipar no início de 11 de setembro.

### Furacão Odile
O furacão mais destrutivo da temporada de 2014 começou como uma depressão tropical por volta das 00:00 UTC de 10 de setembro a partir de uma onda tropical que deixou a África em 28 de agosto. Situado entre duas cristas de nível médio, o sistema moveu-se para noroeste enquanto se intensifica constantemente, tornando-se a Tempestade Tropical Odile seis horas após a formação e se fortalecendo ainda mais em um furacão por 06:00 UTC em 13 de setembro. Um período de rápida intensificação começou naquela época, com os ventos de Odile aumentando de 120 km/h para um pico de 140 km/h dentro de um prazo de 24 horas. O início de um ciclo de substituição da parede do olho fez com que o furacão enfraquecesse ligeiramente em 14 de setembro, mas Odile ainda manteve ventos de 205 km/h quando fez "landfall" perto de Cabo San Lucas às 04:45 UTC. Ele continuou na espinha dorsal da Baja California antes de curvar-se para nordeste para o Golfo da Califórnia, finalmente fazendo um segundo "landfall" perto de Alvaro Obregón, México como uma tempestade tropical mínima em 17 de setembro. Odile avançou para o interior e rapidamente dissipou-se sobre o terreno montanhoso do México por 06:00 UTC do dia seguinte.

### Depressão tropical Dezasseis-E
Uma onda tropical que não pode ser rastreada até a África foi observada pela primeira vez sobre o Atlântico central em 29 de agosto. Ele entrou no Pacífico Leste quatro dias depois, onde um aumento na organização levou ao desenvolvimento de uma depressão tropical a sudoeste de Baja California por volta das 06:00 UTC de 11 de setembro. Uma crista de nível médio para o seu Leste dirigiu o recém-formado sistema noroeste para o norte inicialmente, mas como esta crista gradualmente dissipou, próximo furacão Odile tornou-se o mecanismo de direção dominante e forçou a depressão geralmente para leste. Na proximidade de Odile, a depressão foi fortemente cortada e, assim, não conseguiu se intensificar em uma tempestade tropical. Em vez disso, degenerou para uma baixa remanescente por volta das 06:00 UTC de 15 de setembro, antes de se enfraquecer para um cavado aberto na manhã seguinte.

### Furacão Polo
A interação de uma onda tropical que emergiu ao largo da costa da África em 4 de setembro, uma onda kelvin e um cavado de superfície alongado levaram à formação da Tempestade Tropical Polo às 00:00 UTC de 16 de setembro a cerca de 310 mi (500 km) ao sul de Puerto Escondido, México. Seguindo para noroeste em um ambiente propício para o fortalecimento, Polo intensificou-se para um furacão de categoria 1 e alcançou ventos máximos sustentados de 120 km/h às 00:00 UTC de 18 de setembro, quando um olho se tornou evidente em imagens de satélite. Um forte aumento no cisalhamento do vento rapidamente fez com que o centro da tempestade ficasse exposto, e uma missão de reconhecimento indicou que Polo se enfraqueceu para uma tempestade tropical às 18:00 UTC daquele dia. Após manter a intensidade por cerca de um dia, o ciclone enfraqueceu-se para uma depressão tropical às 06:00 UTC de 22 de setembro e diminuiu ainda mais para uma área de baixa pressão remanescente seis horas depois. A baixa virou para sudoeste antes de dissipar-se bem a sudoeste da ponta sul de Baja California em 26 de setembro.
Um turista morreu e outros três, incluindo dois pescadores, desapareceram em Guerrero. Um total de 190 restaurantes e 20 lojas foram danificados. Os danos no estado totalizaram cerca de 100 milhões de pesos (US$7,6 milhões).

### Furacão Rachel
Uma vigorosa onda tropical se moveu da África em 7 de setembro, auxiliando na formação do furacão Edouard antes de entrar no Pacífico Leste em 19 de setembro. Ali, interagiu com o fluxo sudoeste preexistente, eventualmente levando à formação de uma depressão tropical por volta das 18:00 UTC de 23 de setembro. O cisalhamento moderado do vento do nordeste impediu que a depressão oeste-noroeste se transformasse na Tempestade Tropical Rachel até às 00:00 UTC de 25 de setembro. No dia seguinte, o centro original de Rachel dissipou-se e um novo formou-se sob convecção profunda. As condições ambientais tornaram-se mais favoráveis em 17 de setembro, quando o ciclone atingiu a intensidade de furacão às 18:00 UTC. Ele alcançou ventos máximos sustentados de 140 km/h seis horas depois antes do ar seco, cisalhamento do vento e águas mais frias causarem uma rápida decaimento à medida que a tempestade se movia para norte. Rachel caiu abaixo da força do furacão por volta das 06:00 UTC de 29 de setembro e degenerou para uma área baixa remanescente às 12:00 UTC da manhã seguinte. Dissipou-se no início de 3 de outubro.

### Furacão Simon
Uma onda tropical partiu da África em 14 de setembro e continuou no Pacífico Oriental dez dias depois, onde interagiu com a ITCZ e produziu uma grande área de convecção. Uma área de baixa pressão desenvolveu-se dentro desta área de convecção e organizou-se enquanto se movia para oeste-noroeste, tornando-se uma depressão tropical às 18:00 UTC de 1 de outubro e intensificando-se para a tempestade Tropical Simon doze horas depois. Simon só fortaleceu-se lentamente inicialmente, limitado pelo seu tamanho largo. No entanto, a partir das 18:00 UTC de 3 de outubro, começou um período de 30 horas de rápida intensificação, com ventos máximos sustentados de 100 km/h a 215 km/h, um furacão de categoria 4. O sistema virou para noroeste em torno da periferia de uma cordilheira, seguindo para uma região de baixo teor de calor oceânico que levou a água fria a subir. Simon rapidamente se enfraqueceu para uma tempestade tropical no início de 6 de outubro, antes de gradualmente degenerar para uma área remanescente de baixa pressão por volta das 00:00 UTC de 8 de outubro. O ciclone pós-tropical virou para leste e se moveu para Baja California Sur várias horas depois, antes de se dissipar sobre terreno acidentado por 06:00 UTC do dia seguinte.

### Furacão Ana
Uma área de convecção profunda e uma área de baixa pressão se fundiram e se tornaram a Depressão Tropical Dois-C em 13 de outubro. Ela lentamente se intensificou e se tornou a tempestade Tropical Ana. A tempestade continuou se intensificando e foi classificada como uma forte tempestade tropical. Ana virou para oeste, fortalecendo-se para um furacão de categoria 1 em 17 de outubro. Como Ana se manteve ao sul da cadeia da ilha, o furacão produziu grandes ondas e ventos. Consequentemente, o centro de furacões do Pacífico Central iniciou a observação de tempestades tropicais. Ana foi rebaixada para uma tempestade tropical muito cedo em 20 de outubro.
A partir de 15 de outubro, vários avisos e alertas de ciclone tropical foram emitidos para o Havaí, começando com um alerta de tempestade tropical para a Grande Ilha. Três dias depois, um aviso de tempestade tropical foi emitido para Kauai e Nihau, e foi estendido para incluir porções do Monumento Nacional Marinho Papahānaumokuākea. A ameaça da tempestade forçou parques e praias a fecharem no estado. Ao passar pelo sul do Havaí, Ana produziu chuvas fortes na maioria das Ilhas, atingindo um máximo de 11,67 em (296 mm) em Keaumo, na Grande Ilha. As chuvas fizeram com que a estação de tratamento de Água da Ilha de Areia em Honolulu transbordasse, o que enviou cerca de 5.000 galões de resíduos parcialmente tratados para o porto de Honolulu. Em 25 de outubro, Ana foi rebaixada para uma tempestade tropical pela segunda vez. Ana continuou em uma trilha para o noroeste e enfraqueceu ainda mais. O sistema eventualmente virou para o norte e mais uma vez fortaleceu-se para uma tempestade tropical de alto nível. Ana virou para noroeste e logo para nordeste, flutuando em força antes de ser captada pela corrente de jato. Enquanto corria para nordeste a quase 35 nós, Ana mais uma vez fortaleceu-se para uma categoria 1. Depois de mais uma vez ser rebaixada para uma tempestade tropical, Ana tornou-se extratropical distante a nordeste do Havaí em 26 de outubro.

### Tempestade tropical Trudy
Uma ampla área de baixa pressão foi estabelecida em todo o Pacífico Leste durante a primeira semana de outubro. Em conjunto com uma onda kelvin e um Tehuantepecer, um aumento significativo na convecção em associação com a baixa foi observado. Após vários dias de consolidação, a perturbação adquiriu organização suficiente para ser declarada uma depressão tropical às 12:00 UTC de 17 de outubro. Em meio a um ambiente excepcionalmente favorável, Trudy rapidamente se intensificou ao mover-se para norte-noroeste, com a formação de um núcleo interno e olho evidente em imagens de satélite convencionais e de microondas. Às 09:15 UTC de 18 de outubro, o ciclone atingiu o pico de intensidade com ventos máximos sustentados de 100 km/h. Trudy rapidamente se enfraqueceu após o "landfall", enfraquecendo-se para uma depressão tropical às 18:00 UTC e dissipando-se às 06:00 UTC de 19 de outubro, enquanto estava localizada sobre as montanhas do Sul do México. A energia remanescente de Trudy continuou em todo o México e contribuiu para o desenvolvimento da tempestade Tropical Hanna/depressão tropical Nove em 21 de outubro de 2014.
Em preparação para o ciclone, vários avisos e alertas de ciclone tropical foram emitidos para a costa do sudeste do México.[66] um alerta" amarelo "foi inicialmente ativado para Guerrero; no entanto, após o período de rápida intensificação de Trudy, este foi abruptamente atualizado para um alerta" vermelho "para partes do sudeste do Estado, bem como sudoeste de Oaxaca, e o restante dos dois estados foram colocados sob um alerta" laranja". Ao fazer "landfall", chuvas torrenciais associadas ao ciclone causaram numerosos deslizamentos de terra e inundações. Aproximadamente 4.075 pessoas foram evacuadas dos locais de maior risco. Um total de 5.000 casas foram afetadas pela tempestade, 218 das quais danificadas e mais seis completamente destruídas. No auge da tempestade, mais de 20.000 famílias estavam sem eletricidade. Foi declarado estado de emergência para 35 municípios de Guerrero e 100 municípios de Oaxaca. No geral, Trudy foi responsável por nove mortes: oito em Guerrero e uma em Campeche.

### Furacão Vance
Um vale que se estendeu da tempestade tropical Hanna, no Atlântico, até o leste do Pacífico, levou a uma ampla convecção ao sul do Golfo de Tehuantepec no final de outubro. Este distúrbio permaneceu desorganizado até as 06:00 UTC em 30 de outubro, quando um centro bem definido e atividade organizada de tempestades levaram à formação de uma depressão tropical. O ciclone se intensificou na Tempestade Tropical Vance doze horas depois, mas enfraqueceu alguns devido à entrada de ar seco. Depois de vagar por um dia, a crista de nível médio sobre o extremo leste do Pacífico fez com que a tempestade se movesse para oeste-noroeste. A melhoria das condições ambientais permitiu que se tornasse um furacão por volta das 12:00 UTC em 2 de novembro e fortalecer rapidamente para uma categoria 2 com ventos de 180 km/h (110 mph) no dia seguinte. Vance curvou-se para nordeste em um ambiente de maior cisalhamento em 4 de novembro, fazendo com que o sistema enfraqueça de uma furacão categoria 2 a depressão tropical em um período de 18 horas. A depressão se abriu em um vale por volta das 12:00 UTC em 5 de novembro e mudou-se para a costa de Sinaloa e Nayarit várias horas depois, antes de se dissipar.
Fortes chuvas dos remanescentes de Vance, com duração de 40 horas em alguns lugares, danificou 2.490 casas em 7 municípios do estado mexicano de Durango. Inundando até 1 m (3.3 ft) afetou em profundidade dez casas em San Dimas. Trinta famílias da área foram evacuadas devido ao aumento da água. Alguns deslizamentos de terra foram relatados na região, embora nenhum dano maior tenha ocorrido.

## Nomes das tempestades
Os seguintes nomes foram usados para nomear tempestades que se formaram no nordeste do Oceano Pacífico durante 2014. Nomes aposentados, foram anunciados pela Organização Meteorológica Mundial na primavera de 2015. Os nomes não retirados desta lista serão usados novamente na temporada de 2020. Esta é a mesma lista usada na temporada de 2008, com exceção de Amanda, que substituiu Alma; o nome Amanda foi usado pela primeira vez este ano.
| - Amanda - Boris - Cristina - Douglas - Elida - Fausto - Genevieve - Hernan | - Iselle - Julio - Karina - Lowell - Marie - Norbert - Odile - Polo | - Rachel - Simon - Trudy - Vance - Winnie (sem usar) - Xavier (sem usar) - Yolanda (sem usar) - Zeke (sem usar) |

Para tempestades que se formam na área de responsabilidade do centro de furacões do Pacífico Central, abrangendo a área entre 140°W E A Linha Internacional de data, todos os nomes são usados em uma série de quatro listas rotativas. Os quatro nomes seguintes, marcados para utilização, são apresentados a seguir. Dois nomes, Ali e Ana, foram usados.
| - Wali | - Ana | - Ela (sem usar) | - Halola (sem usar) |

### Aposentadoria
Em abril 17 de 2015, na 37ª sessão do comitê de furacões RA IV, o nome Odile foi retirado devido aos danos e mortes que causou e não será usado para outro furacão no Pacífico. Odile foi substituído por Odalys para a temporada de 2020.

## Efeitos sazonais
Esta é uma tabela de todas as estrelas que se formaram na Temporada de français no Pacifico de 2014. Inclui sua duração, nomes, landfall (s), denotados entre parênteses, danos e totais de morte. As mortes entre parênteses são adicionais e indiretas (um exemplo de morte indireta seria um acidente de trânsito), mas ainda estavam relacionadas a essa tempestade. Danos e mortes incluem totais enquanto a tempestade era extratropical, uma onda, ou uma baixa, e todos os números de danos são em 2014 USD.

| Escala de Furacões de Saffir-Simpson |    |    |   |   |   |   |   |
| DT                                   | TS | TT | 1 | 2 | 3 | 4 | 5 |

| Amanda                | 22 de maio – 29            | Furacão categoria 4 | 250 (155) | 932  | México Sudoeste, México Ocidental                                                                    | Menor              | 3      |  |
| Boris                 | 2 de junho – 4             | Tempestade tropical | 75 (45)   | 998  | México Sudoeste, Guatemala                                                                           | $54.1 milhões      | 6      |  |
| Cristina              | 9 de junho – 15            | Furacão categoria 4 | 240 (150) | 935  | México Sudoeste, México Ocidental                                                                    | Menor              | Nenhum |  |
| Douglas               | 28 de junho – julho 5      | Tempestade tropical | 85 (50)   | 999  | Nenhum                                                                                               | Nenhum             | Nenhum |  |
| Elida                 | 30 de junho – julho 2      | Tempestade tropical | 85 (50)   | 1002 | México Ocidental                                                                                     | Nenhum             | Nenhum |  |
| Fausto                | 7 de julho – 9             | Tempestade tropical | 75 (45)   | 1004 | Nenhum                                                                                               | Nenhum             | Nenhum |  |
| Wali                  | 17 de julho – 19           | Tempestade tropical | 75 (45)   | 1003 | Nenhum                                                                                               | Nenhum             | Nenhum |  |
| Genevieve             | 25 de julho – agosto 7     | Furacão categoria 3 | 185 (115) | 965  | Nenhum                                                                                               | Nenhum             | Nenhum |  |
| Hernan                | 26 de julho – 29           | Furacão categoria 1 | 120 (75)  | 992  | Nenhum                                                                                               | Nenhum             | Nenhum |  |
| Iselle                | 31 de julho – agosto 9     | Furacão categoria 4 | 220 (140) | 947  | Havai                                                                                                | >$148 milhões      | 1      |  |
| Julio                 | 4 de agosto – 15           | Furacão categoria 3 | 195 (120) | 960  | Havai                                                                                                | Nenhum             | Nenhum |  |
| Karina                | 13 de agosto – 26          | Furacão categoria 1 | 140 (85)  | 983  | Nenhum                                                                                               | Nenhum             | Nenhum |  |
| Lowell                | 17 de agosto – 24          | Furacão categoria 1 | 120 (75)  | 980  | Nenhum                                                                                               | Nenhum             | Nenhum |  |
| Marie                 | 22 de agosto – 28          | Furacão categoria 5 | 260 (160) | 918  | México Sudoeste, Sul da Califórnia                                                                   | $20 milhões        | 6      |  |
| Norbert               | 2 de setembro – 7          | Furacão categoria 3 | 205 (125) | 950  | México Ocidental, Península da Baixa Califórnia, Sudoeste dos Estados Unidos                         | $28.3 milhões      | 5      |  |
| Odile                 | 10 de setembro – 18        | Furacão categoria 4 | 220 (140) | 918  | México Ocidental, Península da Baixa Califórnia, Noroeste México, Sudoeste dos Estados Unidos, Texas | $1.25 mil milhões  | 18     |  |
| Seisteen-E            | 11 de setembro – 15        | Depressão tropical  | 55 (35)   | 1005 | Baja California Sur                                                                                  | Nenhum             | Nenhum |  |
| Polo                  | 16 de setembro – 22        | Furacão categoria 1 | 120 (75)  | 979  | México Ocidental, Península da Baixa Califórnia                                                      | $7.6 milhões       | 1      |  |
| Rachel                | 24 de setembro – 30        | Furacão categoria 1 | 140 (85)  | 980  | Nenhum                                                                                               | Nenhum             | Nenhum |  |
| Simon                 | 1 de outubro – 7           | Furacão categoria 4 | 215 (130) | 946  | México Ocidental, Península da Baixa Califórnia, Sudoeste dos Estados Unidos                         | Desconhecido       | Nenhum |  |
| Ana                   | 13 de outubro – 26         | Furacão categoria 1 | 140 (85)  | 985  | Havai, Canadá Ocidental, Alaskan Panhandle                                                           | Menor              | Nenhum |  |
| Trudy                 | 17 de outubro – 19         | Tempestade tropical | 100 (65)  | 998  | México Sudoeste                                                                                      | >$12.3 milhões     | 9      |  |
| Vance                 | 30 de outubro – novembro 5 | Furacão categoria 2 | 175 (110) | 964  | México Ocidental, Noroeste México                                                                    | Menor              | Nenhum |  |
| Agregado da temporada |                            |                     |           |      | |                    |        |  |
| 23 sistemas           | 22 de maio – 5 de novembro |                     | 260 (160) | 918  | | ≥$1.52 mil milhões | 49     |  |